# Philippe Mastronardi
Philippe Mastronardi (* 5. Juni 1946 – 17. Mai 2025) war ein Schweizer Rechtswissenschaftler.

## Leben
Philippe Mastronardi war von 1978 bis 1994 Sekretär der Geschäftsprüfungskommissionen der Eidgenössischen Räte. Nach der Habilitation 1991 war er Ordinarius für Öffentliches Recht an der Universität St. Gallen (1994–2011).

## Schriften (Auswahl)
- Der Verfassungsgrundsatz der Menschenwürde in der Schweiz. Ein Beitrag zu Theorie und Praxis der Grundrechte. Berlin 1978, ISBN 3-428-04257-3.
- Strukturprinzipien der Bundesverfassung? Fragen zum Verhältnis von Recht und Macht anhand des Wirtschaftsstaatsprinzips. Basel 1988, ISBN 3-7190-1009-0.
- Kriterien der demokratischen Verwaltungskontrolle. Analyse der parlamentarischen Oberaufsicht im Bund. Habilitationsschrift. Basel, Frankfurt am Main 1991, ISBN 3-7190-1191-7.
- mit Mathias E. Brun und Kuno Schedler: Hierarchie und Netzwerke. Eine interdisziplinäre Betrachtung der Steuerung in der Bundesverwaltung. Bern 2005, ISBN 3-258-06975-1.
- mit Florian Windisch: Vernünftig wissenschaftlich entscheiden. Zur Verfassung des interrationalen wissenschaftlichen Diskurses. Berlin 2013, ISBN 3-428-14132-6.